# 赤瀬川隼
赤瀬川 隼（あかせがわ しゅん、本名：赤瀬川 隼彦〈あかせがわ はやひこ〉、1931年11月5日 - 2015年1月26日）は、日本の小説家。

## 生涯
三重県四日市市生まれ。10歳から18歳までの青少年期を大分市で過ごす。大分第一高等学校（現大分県立大分上野丘高等学校）卒業。旧制中学の同級生に、磯崎新がいた。
住友銀行への16年の勤務を経て、ラボ教育センターの運営会社のテックに勤務し、のちに言語交流研究所（テックから、榊原陽らが独立して作ったヒッポファミリークラブの関連組織）に勤務し主に広報の仕事に従事した。その後は全集物のセールスマンなどに従事。
1983年に『球は転々宇宙間』で第4回吉川英治文学新人賞を受賞し本格的に作家デビュー。
1983年、「捕手はまだか」で第88回直木賞候補。1984年、「潮もかなひぬ」で 第90回直木賞候補。1985年、「影のプレーヤー」第92回直木賞候補。1988年、「オールド・ルーキー」「梶川一行の犯罪」「それぞれの球譜」で第98回直木賞候補。
『白球残映』にて第113回直木賞受賞。63歳8ヶ月での受賞は歴代4番目に高齢である。
中学校の国語教科書にも掲載されている『一塁手の生還』をはじめ、野球をテーマにした小説が多い。
2015年1月26日、肺炎のため死去。83歳没。

## 係累
帽子作家の赤瀬川晴子は妹。2014年に死去した芥川賞作家で芸術家の赤瀬川原平（尾辻克彦）は弟。長女は『人麻呂の暗号』の著者である藤村由加の一人。
言語交流研究所の中野矢尾（ヒッポファミリークラブ創設以来のフェロウで、トランスナショナル・カレッジ・オブ・レックス発足と同時にシニア・フェロウ）の研究を参考に、赤瀬川は『人麻呂の暗号』に先行して、「万葉集は朝鮮語で読解できる」というアイディアをもとにした短編ミステリ「潮もかなひぬ」を1983年に発表、1985年に長編『潮もかなひぬ』として刊行した。
『人麻呂の暗号』などの藤村由加の著書の研究についても、中野矢尾の支援をうけており、中野は作中に「アガサ」という名前で登場する。
弟の赤瀬川原平も、言語交流研究所（ヒッポファミリークラブ）の理事でもあり、またヒッポ創設者の榊原陽とは、前身のラボ教育センター時代からの交流があった。

## 著書
- 『映画館を出ると焼跡だった』草思社 1982「焼跡の友人 映画だけが青春だった」文春文庫
- 『球は転々宇宙間』文芸春秋 1982　のち文庫
- 『消えた外套』講談社 1984
- 『影のプレーヤー』文芸春秋 1985　「捕手はまだか」文庫
- 『さすらいのビヤ樽球団』講談社 1985　のち文庫
- 『潮もかなひぬ』文芸春秋 1985　のち文庫
- 『ブラック・ジャパン』新潮社 1985　のち文庫
- 『青磁のひと』新潮社 1986
- 『花子三十、番茶も出花』潮出版社 1986
- 『明治村幻影』中央公論社 1986
- 『夢スタジアム スポーツショートノヴェル』徳間書店 1986
- 『王国燃ゆ 小説大友宗麟』講談社 1987　のち学陽書房人物文庫
- 『梶川一行の犯罪』文芸春秋 1987　「深夜球場」文庫
- 『助っ人道中球栗毛』サンケイ出版 1987
- 『幻影の街』集英社 1989
- 『恋人たちの午後』文芸春秋 1989
- 『ダイヤモンドの四季』新潮社 1989　のち文庫
- 『雨に打たれて』実業之日本社 1990
- 『野球の匂いと音がする』筑摩書房 1990
- 『獅子たちの曳光 西鉄ライオンズ銘々伝』文芸春秋 1991　のち文庫
- 『ビール片手に野球談義』実業之日本社 1991
- 『ラジオデイズの彼方へ』筑摩書房 1991
- 『朝焼けの賦 小説・村田新八』講談社 1992　のち文庫
- 『それ行けミステリーズ』文芸春秋 1992　のち文庫
- 『女は挑む男は惑う 赤瀬川隼の「女」再発見』主婦と生活社 1993
- 『虹のスコアボード』実業之日本社 1993
- 『夢のあかし』徳間書店 1993
- 『あ、またシネマ彗星だ』キネマ旬報社 1995
- 『影たちの饗宴 名画座立見席』実業之日本社 1995
- 『白球残映』文芸春秋 1995　のち文庫、小学館P+D BOOKS
- 『ミューズの女神』大成建設 1995
- 『四人の食卓』集英社 1995
- 『みんなで一人旅』文芸春秋 1996
- 『少年は大リーグをめざす』集英社文庫 1998
- 『天紙風筆』新人物往来社 1998
- 『漣の家 長編ロマン』実業之日本社 1999
- 『つれづれつらつら 暮らしの散歩道』興陽館新書 2000
- 『人は道草を食って生きる』主婦の友社 2001
- 『冬晴れの街』実業之日本社 2001
- 『秋日和』光文社 2003　のち文庫
- 『甚五郎異聞』日本放送出版協会 2004